# 1-я Никитинская улица
1-я Ники́тинская улица — улица в Приморском районе Санкт-Петербурга. Проходит от церкви Святого Димитрия Солунского до примыкания Главной улицы ко 2-й Никитинской улице в историческом районе Коломяги.

## История

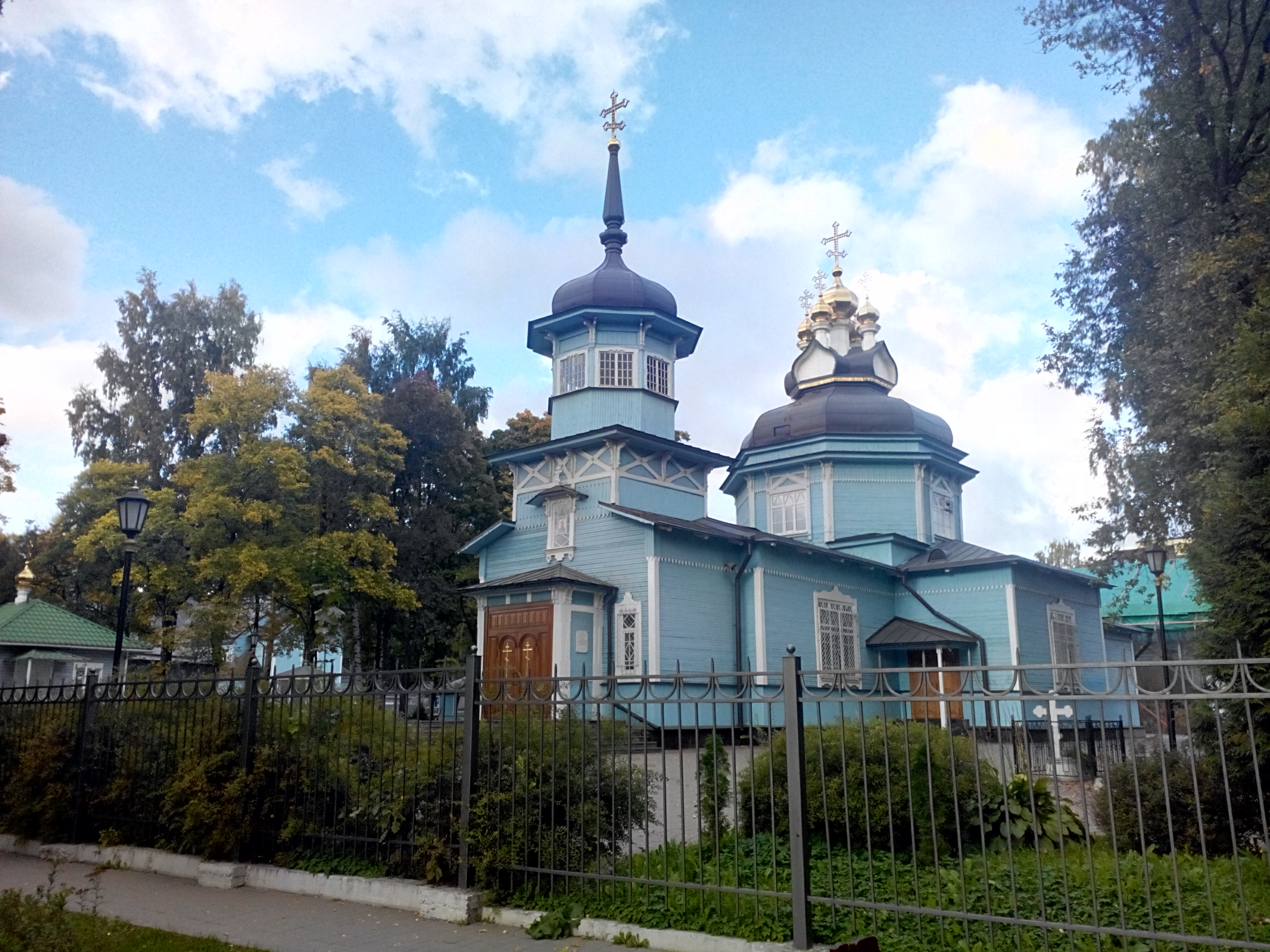
Церковь Великомученика Димитрия Солунского

Ранее улица называлась 1-й линией 1-й половины. С 1818 года частью Коломяг к северо-западу от Безымянного ручья, а с 1838 года всей деревней, фактически владел генерал Алексей Петрович Никитин, в честь которого обе 1-е линии (1-й и 2-й половины) стали называться Никитинскими улицами. Коломяги составили приданое его дочери Елизаветы Алексеевны Никитиной (в замужестве Орловой-Денисовой).
1-я Никитинская улица пересекает небольшой залив Графского пруда по Никитинскому мосту.
На Литориновом уступе находился построенный в 1910-х дом приюта для трудновоспитуемых девочек. Современный адрес — 1-я Никитинская улица, 28, здание принадлежит дорожному предприятию «Коломяжское».

## Пересечения
- Земледельческий переулок
- Берёзовая улица

## Транспорт
Ближайшая к 1-й Никитинской улице станция метро — «Удельная» 2-й (Московско-Петроградской) линии.